# 실리퍼티

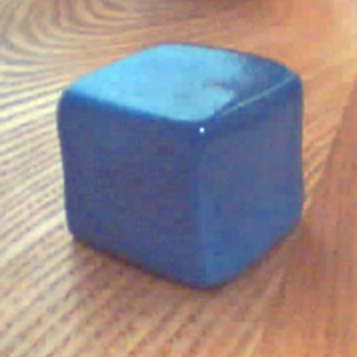
실리퍼티

실리퍼티(Silly Putty)는 점탄성을 가진 비뉴턴 유체 형태의 규소 고분자 장난감이다. 폴리다이메틸실록세인(polydimethylsiloxane) 성분이 있어서 재밌는 성질을 가진다.

## 같이 보기
- 플러버 (물질)
- 슬라임 (장난감)